# Loi binomiale
Vous lisez un « bon article » labellisé en 2015.
En théorie des probabilités et en statistique, la loi binomiale modélise la fréquence du nombre de succès obtenus lors de la réalisation de plusieurs expériences aléatoires identiques et indépendantes.
Plus mathématiquement, la loi binomiale est une loi de probabilité discrète décrite par deux paramètres : n le nombre d'expériences réalisées, et p la probabilité de succès. Pour chaque expérience appelée épreuve de Bernoulli, on utilise une variable aléatoire qui prend la valeur 1 lors d'un succès et la valeur 0 sinon. La variable aléatoire, somme de toutes ces variables aléatoires, compte le nombre de succès et suit une loi binomiale. Il est alors possible d'obtenir la probabilité de k succès dans une répétition de n expériences :
{\displaystyle \mathbb {P} (X=k)={n \choose k}\,p^{k}(1-p)^{n-k}.}
Cette formule fait intervenir le coefficient binomial {\displaystyle {n \choose k}} duquel provient le nom de la loi.
L'importance de cette loi est d'abord historique puisqu'elle a été l'objet d'étude du théorème de Moivre-Laplace, résultat du xviiie siècle fondateur des théorèmes de convergence. Une loi binomiale peut également être utilisée pour modéliser des situations simples de succès ou échec tel un jeu de pile ou face par exemple, ou également une marche aléatoire sur une ligne droite. Le calcul de sa fonction de masse devient rapidement fastidieux lorsque n est grand, il est alors possible d'utiliser des approximations par d'autres lois de probabilité telles que la loi de Poisson ou la loi normale et d'utiliser des tables de valeurs.
La loi binomiale est utilisée dans divers domaines d'étude, notamment à travers des tests statistiques qui permettent d'interpréter des données et de prendre des décisions dans des situations dépendant de l'aléa. De par la simplicité de sa définition, c'est l'une des lois de probabilité étudiées dans les cours d'introduction à la théorie des probabilités.

## Explication intuitive

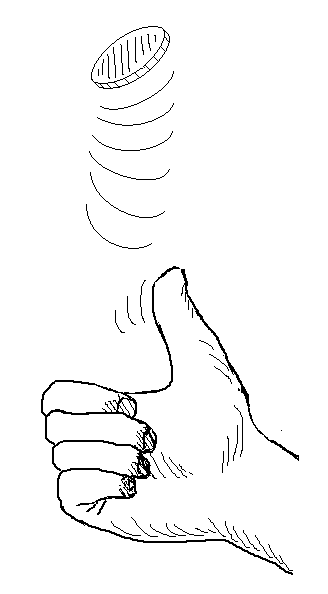
Pile ou face.

### Premiers exemples

#### Pile ou face
Considérons n lancers successifs d'une pièce de monnaie. Alors le nombre de fois où la pièce apparaît du côté pile suit la loi binomiale où le nombre d'expériences réalisées est n et où la probabilité de succès est {\displaystyle p={\frac {1}{2}}}.

#### Lancer de dé
Considérons n lancers successifs d'un dé à 6 faces. Alors le nombre de fois où l'on obtient un 1, suit la loi binomiale où le nombre d'expériences réalisées est n et où la probabilité de succès est {\displaystyle p={\frac {1}{6}}}.

### Définition intuitive
Une loi de Bernoulli décrit le comportement d'une expérience aléatoire qui possède deux résultats possibles traditionnellement appelés succès et échec. Une telle expérience s'appelle une épreuve de Bernoulli. Par exemple, lors d'un lancer de pile ou face, on peut considérer qu'obtenir face est un succès et obtenir pile est un échec. Dans ce modèle, la probabilité de succès est une valeur fixe, c'est-à-dire qui reste constante à chaque renouvellement de l'expérience aléatoire. Cette probabilité de succès est notée p. Nous pouvons noter sa loi de probabilité : 
On considère la situation où une telle expérience aléatoire (deux résultats possibles et une probabilité fixe) est répétée un certain nombre de fois de manière indépendante ; notons n ce nombre de fois. Cette répétition indépendante d'épreuves  de Bernoulli s'appelle un schéma de Bernoulli ou simplement des épreuves de Bernoulli. Une loi binomiale décrit le nombre de fois où le succès apparaît sur les n expériences effectuées. Le nombre de succès obtenus étant une valeur aléatoire, une loi binomiale est décrite grâce à la donnée des probabilités que le succès apparaisse précisément k fois sur les n essais.

### Arbre de probabilité

Arbre de probabilité pour une loi binomiale associée à 3 épreuves de Bernoulli.

Une manière visuelle de représenter une suite d'expériences est d'utiliser un arbre de probabilité. Chaque épreuve est représentée par deux branches : l'une pour le succès, l'autre l'échec. À chaque extrémité, on rajoute deux branches (succès et échec) pour l'épreuve suivante. On recommence jusqu'au nombre total d'épreuves. À chaque extrémité finale, on peut compter le nombre de succès obtenus. Il suffit de multiplier le nombre de fois où il y a k succès par la probabilité d'obtenir k succès pour obtenir la probabilité correspondante de la loi binomiale.
Par exemple, on lance 3 fois de suite un dé équilibré à six faces et on s'intéresse au nombre de fois que le 1 apparaît. Il apparaît 0, 1, 2 ou 3 fois. Chaque lancer est indépendant des autres et la probabilité d'obtenir le 1 est de 1/6 sur chacun d'entre eux, autrement dit la probabilité qu'il n'apparaisse pas est de 5/6 à chaque lancer. Ainsi, pour chaque lancer, on considère une loi de Bernoulli de paramètre 1/6. Il y a trois configurations pour obtenir une seule fois le 1 : il apparaît au premier lancer ou au deuxième ou au troisième. Chacune de ces issues a la même probabilité d'apparaître : {\displaystyle {\frac {1}{6}}\times {\frac {5}{6}}\times {\frac {5}{6}}}. La probabilité pour avoir une fois le 1 est alors : {\displaystyle 3\times {\frac {1}{6}}\times {\frac {5}{6}}\times {\frac {5}{6}}}. On retrouve bien {\displaystyle \mathbb {P} (X=1)={3 \choose 1}\left(1/6\right)^{1}\left(5/6\right)^{3-1}} pour une loi binomiale b(3, 1/6). Il est possible de retrouver les autres probabilités de la même façon.

## Définition mathématique
La loi binomiale est une loi de probabilité discrète à deux paramètres : {\displaystyle n\in \mathbb {N} ^{*}} et {\displaystyle p\in [0;1]}. Il est fréquent d'utiliser également le paramètre q = 1 – p pour avoir des expressions plus concises. Elle possède plusieurs définitions équivalentes :

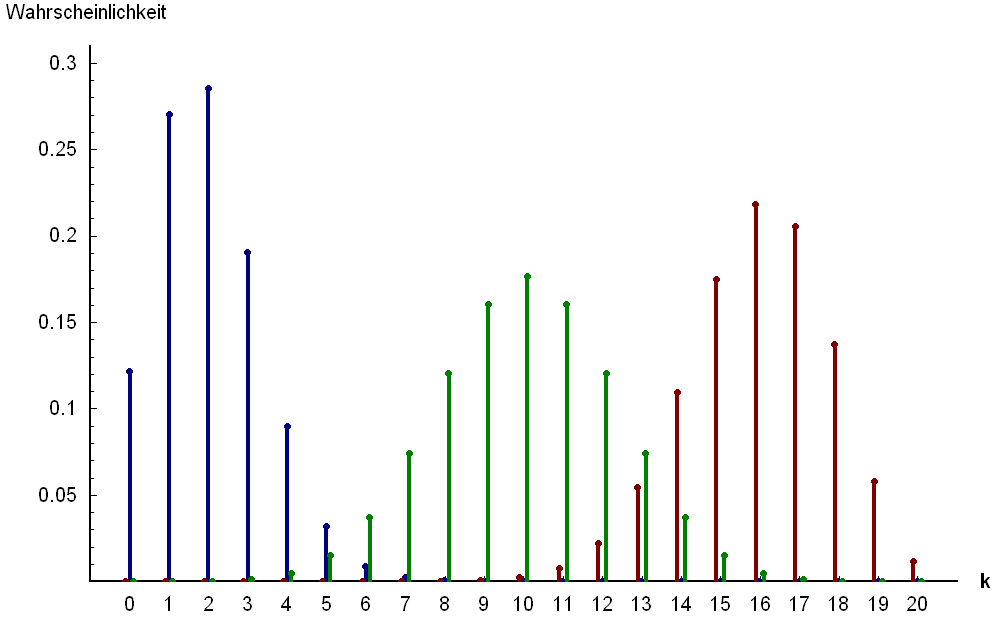
Diagrammes en bâtons de trois fonctions de masse de lois binomiales. Les paramètres sont n = 20 et p = 0,1 (en bleu), p = 0,5 (en vert) et p = 0,8 (en rouge).

Définition 1, — La loi binomiale, de paramètres n et p, est la loi de probabilité d'une variable aléatoire X égale au nombre de succès rencontrés au cours d'une répétition de n épreuves de Bernoulli, p étant la probabilité de succès dans chacune d'entre elles.
Définition 2 — La loi binomiale, de paramètres n et p, est la loi de probabilité d'une variable aléatoire X telle que :
{\displaystyle X=Y_{1}+Y_{2}+\dots +Y_{n},}
où {\displaystyle Y_{1},Y_{2},\dots ,Y_{n},} sont des variables aléatoires indépendantes de loi de Bernoulli de même paramètre p.
Définition 3 — La loi binomiale, de paramètres n et p, est la loi de probabilité discrète d'une variable aléatoire X dont la fonction de masse est donnée par :
{\displaystyle \mathbb {P} (X=k)={n \choose k}p^{k}q^{n-k}} pour {\displaystyle k=0,1\dots ,n}.
On rappelle que des variables aléatoires {\displaystyle Y_{1}} et {\displaystyle Y_{2}} de loi discrète sont indépendantes si {\displaystyle \mathbb {P} (Y_{1}=k,Y_{2}=h)=\mathbb {P} (Y_{1}=k)\mathbb {P} (Y_{2}=h)}.
La fonction de masse donnée dans la définition 3 a bien un sens puisque la formule du binôme de Newton donne : {\displaystyle \sum _{k=0}^{n}\mathbb {P} (X=k)=\sum _{k=0}^{n}{n \choose k}p^{k}q^{n-k}=(p+1-p)^{n}=1}. La définition 2 est l'écriture mathématique de la définition 1.
La définition 3 est équivalente aux deux autres : on calcule explicitement la probabilité que k succès apparaissent dans n essais. Puisque les n répétitions sont indépendantes, la probabilité d'obtenir k succès et donc n – k échecs est : {\displaystyle p^{k}(1-p)^{n-k}}, dans le cas où on ne tient pas compte de la place des résultats,. Il suffit alors de s'intéresser à la place des k succès et n – k échecs. C'est-à-dire, combien y a-t-il de manière de placer k succès parmi n résultats (sans s'occuper de l'ordre entre les succès) ? C'est le nombre de combinaisons de k éléments parmi n éléments donné par le coefficient binomial {\displaystyle {n \choose k}}. On retrouve alors la fonction de masse de la définition 3.
Notation
Le fait qu'une variable aléatoire X suive une loi binomiale de paramètres n et p est noté, : {\displaystyle X\sim b(n,p)} ; {\displaystyle X\sim B(n,p)} ou {\displaystyle X\sim Bi(n,p)}.
Mesure de probabilité
Puisque la loi binomiale b(n, p) est une loi discrète, il est possible de la définir grâce à sa mesure de probabilité :
{\displaystyle \mathbb {P} =\sum _{k=0}^{n}{n \choose k}p^{k}q^{n-k}\delta _{k}} , où {\displaystyle \delta _{k}} est la mesure de Dirac au point k.

## Historique

La planche de Galton : les billes rouges (les points rouges sur la figure) empilées dans le bas de l'appareil correspondent à la fonction de masse de la loi binomiale, la courbe bleue correspond à la densité de la loi normale.

La loi binomiale fait partie des plus anciennes lois de probabilités étudiées. Elle a été introduite par Jacques Bernoulli qui y fait référence en 1713 dans son ouvrage Ars Conjectandi. Entre 1708 et 1718, on découvre aussi la loi multinomiale (généralisation multi-dimensionnelle de la loi binomiale), la loi binomiale négative ainsi que l'approximation de la loi binomiale par la loi de Poisson, la loi des grands nombres pour la loi binomiale et une approximation de la queue de la loi binomiale.
Grâce à l'expression de sa fonction de masse, la loi binomiale a été utilisée par plusieurs scientifiques pour réaliser des calculs dans des situations concrètes. C'est le cas d'Abraham de Moivre qui réussit à trouver une approximation de la loi binomiale par la loi normale, il publie d'abord ses résultats en 1733 en latin : Approximatio ad summam terminorum binomii (a + b)n in seriem expansi, puis les traduit pour les publier en 1738 dans The Doctrine of Chances (en). En 1812, Pierre-Simon de Laplace reprend ces travaux. Francis Galton crée la planche de Galton qui permet d'avoir une représentation physique de cette convergence. En 1909, Émile Borel énonce et prouve, dans le cas de la loi binomiale, la première version de la loi forte des grands nombres.
Plus récemment, en 1914, McKendrick démontre que la loi binomiale est la solution d'un processus simple de naissance et d'émigration. D'après les travaux de William Feller en 1957, elle peut aussi être vue comme la loi stationnaire pour le modèle des urnes d'Ehrenfest. Cette même année, Haight montre que la loi binomiale est liée à un problème de file d'attente.
La loi binomiale apparaît dans de nombreuses applications au XXe siècle : en génétique, en biologie animale, en écologie végétale, pour les tests statistiques, dans différents modèles physiques tels que des réseaux téléphoniques ou le modèle des urnes d'Ehrenfest, etc.
Le nom « binomiale » de cette loi provient, de l'écriture de sa fonction de masse (voir ci-dessous) qui contient un coefficient binomial issu du développement du binôme : (p + q)n.

## Représentation sous la forme d'un arbre

Représentation de la loi binomiale sous forme d'un arbre.

Puisque la loi binomiale est une suite d'épreuves de Bernoulli, il est possible de la représenter grâce à un arbre de probabilité : chaque nœud représente le résultat d'une épreuve, les probabilités de succès et d'échecs sont représentés par deux branches distinctes rattachées à un nœud. Le graphique est donc un arbre binaire équilibré. Un arbre contenant n générations correspond à une loi binomiale b(n, p).
Si on indique les résultats de chaque épreuve sur les arêtes de l'arbre, il est possible de visualiser les différentes issues de la loi binomiale. Si ce sont les valeurs des probabilités qui sont indiquées sur les arêtes, alors les probabilités de la loi binomiale apparaissent au bout des branches (voir le graphique ci-contre).
Le graphique est un arbre de probabilité pour une loi binomiale de paramètre n = 3. Sur chaque branche sont indiquées les probabilités des différentes issues : par exemple branches droite, gauche puis droite ; c'est-à-dire échec, succès puis échec. Au bout des branches de l'arbre, apparaissent les probabilités de chaque issue de la loi binomiale b(3, p). C'est-à-dire pour les valeurs k = 0, 1, 2 ou 3, on obtient {\displaystyle \mathbb {P} (X=0)=q^{3}}, {\displaystyle \mathbb {P} (X=1)=3pq^{2}}, {\displaystyle \mathbb {P} (X=2)=3qp^{2}} et {\displaystyle \mathbb {P} (X=3)=p^{3}}. On retrouve ainsi les différents coefficients binomiaux : {\displaystyle {3 \choose 0}=1{\text{ ; }}{3 \choose 1}=3{\text{ ; }}{3 \choose 2}=3{\text{ ; }}{3 \choose 3}=1{\text{.}}}

## Propriétés

### Moments
Les plus connus sont l'espérance et la variance, que l'on déduit classiquement de la définition 2 ci-dessus :
{\displaystyle \mathbb {E} (X)=np\quad {\text{et}}\quad \operatorname {Var} (X)=npq}.
Les moments factoriels de la loi binomiale de paramètres n et p sont, :
{\displaystyle \mathbb {E} \left((X)_{k}\right)=\mathbb {E} \left(X(X-1)...(X-k+1)\right)={\frac {n!}{(n-k)!}}~p^{k}}.
Par conséquent, ses moments ordinaires sont :
{\displaystyle \mu '_{r}=\mathbb {E} (X^{r})=\sum _{k=0}^{r}{\frac {n!}{(n-k)!}}} S(r, k) pk,
avec comme premières valeurs :
| {\displaystyle \mu '_{1}=\mathbb {E} (X)=}     | {\displaystyle np} (espérance)                   |
| {\displaystyle \mu '_{2}=\mathbb {E} (X^{2})=} | {\displaystyle np+n(n-1)p^{2}}                   |
| {\displaystyle \mu '_{3}=\mathbb {E} (X^{3})=} | {\displaystyle np+3n(n-1)p^{2}+n(n-1)(n-2)p^{3}} |

On peut aussi les obtenir par la formule de récurrence
{\displaystyle \mu '_{r+1}=pq\left({\frac {n}{q}}\mu '_{r}+{\frac {{\rm {d}}\mu '_{r}}{{\rm {d}}p}}\right)},
où le terme {\displaystyle {\frac {\rm {d}}{{\rm {d}}p}}} désigne la dérivée par rapport à la variable p.
Les moments inverses, c'est-à-dire {\displaystyle \mathbb {E} (X^{-r})} avec {\displaystyle r\in \mathbb {N} ^{*}}, sont infinis.
Moments centrés
Les moments centrés sont les moments de la différence entre la variable et sa moyenne,.
| {\displaystyle \mu _{2}=Var(X)=\mathbb {E} \left((X-np)^{2}\right)=} | {\displaystyle npq\;} ; (variance)                                                                      |
| {\displaystyle \mu _{3}=\mathbb {E} \left((X-np)^{3}\right)=}        | {\displaystyle np(1-p)(1-2p)=npq(q-p)}                                                                  |
| {\displaystyle \mu _{r}=\mathbb {E} ((X-np)^{r})=}                   | {\displaystyle npq\sum _{k=0}^{r-2}{r-1 \choose k}\mu _{k}-p\sum _{k=0}^{r-2}{r-1 \choose k}\mu _{k+1}} |

L'expression de la variance donne l'écart type : {\displaystyle \sigma {(X)}={\sqrt {npq}}}.
Les moments centrés se calculent aussi par cette autre relation de récurrence, :
{\displaystyle \mu _{r+1}=pq\left(nr\mu _{r-1}+{\frac {{\rm {d}}\mu _{r}}{{\rm {d}}p}}\right)}.
Écart moyen
L'Écart moyen (ou déviation moyenne) est la moyenne des écarts à la moyenne ; il est donné par :
{\displaystyle \mathbb {E} (|X-np|)=2n{n-1 \choose \lfloor np\rfloor }p^{\lfloor np\rfloor +1}q^{n-\lfloor np\rfloor }},
où {\displaystyle \lfloor np\rfloor } est la partie entière de np.
Par exemple, si {\displaystyle X\sim B(2n,1/2)},  {\displaystyle \mathbb {E} (|X-n|)=n{\frac {2n \choose n}{2^{2n}}}\sim {\sqrt {n \over \pi }}}, valeur à comparer avec l'écart-type : {\displaystyle {\sqrt {\mathbb {E} ((X-n)^{2})}}={\sqrt {n \over 2}}}.
Fréquence de succès
Grâce aux formules précédentes, on obtient les moments de la fréquence des succès : {\displaystyle {\frac {X}{n}}} :
| moment d'ordre 1 (ou espérance) de la fréquence de succès       | {\displaystyle \mathbb {E} \left[{\frac {X}{n}}\right]=}                    | {\displaystyle p}                                                       |
| moment centré d'ordre 2 (ou variance) de la fréquence de succès | {\displaystyle \mathbb {E} \left[\left({\frac {X}{n}}-p\right)^{2}\right]=} | {\displaystyle {\frac {p(1-p)}{n}}={\frac {pq}{n}}}                     |
| moment centré d'ordre 4 de la fréquence de succès               | {\displaystyle \mathbb {E} \left[\left({\frac {X}{n}}-p\right)^{4}\right]=} | {\displaystyle {\frac {pq(1-6pq)}{n^{3}}}+3{\frac {p^{2}q^{2}}{n^{2}}}} |

L'expression de la variance de la fréquence donne l'écart type de la fréquence des succès : {\displaystyle \sigma _{X/n}={\sqrt {\frac {p(1-p)}{n}}}={\frac {\sqrt {pq}}{\sqrt {n}}}}.
Covariance
On considère deux variables aléatoires {\displaystyle X_{1}} et {\displaystyle X_{2}}, pas forcément indépendantes, de lois binomiales respectives {\displaystyle b(n,p_{1})} et {\displaystyle b(n,p_{2})}. La covariance permet d'évaluer la dépendance entre les deux variables :
{\displaystyle \mathrm {Cov} (X_{1},X_{2})=n\mathbb {P} (X_{1}=1{\text{ et }}X_{2}=1)-np_{1}p_{2}}.

### Propriétés et caractérisations
Valeurs descriptives de la loi
- Le coefficient d'asymétrie d'une loi binomiale b(n, p) est[25] : {\displaystyle \gamma ={\frac {q-p}{\sqrt {npq}}}}. L'asymétrie de la loi binomiale b(n, p) est positive[26] si p < 1/2 et négative si p > 1/2. La loi est symétrique si et seulement si p = 1/2.
- La médiane de la loi binomiale est {\displaystyle m=\lfloor np\rfloor } ou {\displaystyle m=\lfloor np\rfloor +1}, le signe {\displaystyle \lfloor .\rfloor } désigne la partie entière. Ces valeurs s'obtiennent grâce à la formule[a 6] : {\displaystyle |m-np|<\ln(2)} (cette borne étant optimale).
- Le mode de la loi binomiale b(n, p) est la valeur {\displaystyle \lfloor (n+1)p\rfloor }, elle est la valeur de plus grande probabilité.

Si np est un entier, alors le mode, la moyenne et la médiane valent tous trois np.
Propriétés de stabilité
- Si X suit une loi binomiale b(n, p), alors[5] Y = n – X suit une loi b(n, 1 – p). Cette symétrie donne les relations suivantes pour la fonction de répartition et pour la fonction de masse[27],[28] : {\displaystyle \mathbb {P} (X\leq k)=\mathbb {P} (Y\geq n-k)} et {\displaystyle \mathbb {P} (X=k)=\mathbb {P} (Y=n-k)}.
- Si les variables aléatoires indépendantes {\displaystyle X_{1}} et {\displaystyle X_{2}} sont de lois binomiales respectives {\displaystyle b(n_{1},p)} et {\displaystyle b(n_{2},p)}, alors la variable aléatoire {\displaystyle X_{1}+X_{2}} est de loi binomiale {\displaystyle b(n_{1}+n_{2},p)}. Cette propriété peut s'obtenir grâce à l'expression des fonctions caractéristiques ou grâce à l'écriture sous forme de somme de variables de Bernoulli[29].

Inégalités
- L'inégalité de Bienaymé-Tchebychev pour une variable aléatoire X suivant la loi binomiale b(n, p) est obtenue grâce aux moments[24] :
{\displaystyle \mathbb {P} \left(\left|{\frac {X}{n}}-p\right|>x\right)\leq {\frac {p(1-p)}{nx^{2}}}}.
- L'inégalité de Hoeffding pour une variable aléatoire X de loi b(n, p) est plus précise que l'inégalité de Bienaymé-Tchebychev lorsque x est grand, elle s'écrit[30] :
{\displaystyle \mathbb {P} \left(\left|{\frac {X}{n}}-p\right|>x\right)\leq 2\mathrm {e} ^{-2nx^{2}}}.
- L'inégalité de Kolmogorov s'écrit pour une somme de variables aléatoires indépendantes. Pour des variables aléatoires indépendantes {\displaystyle X_{1},X_{2}\dots ,X_{n}} de loi de Bernoulli, la somme {\displaystyle Y_{k}=\sum _{i=1}^{k}X_{i}-kn} suit une loi binomiale b(k, p) recentrée, l'inegalité s'écrit alors[31] : 
{\displaystyle \mathbb {P} \left(\sup \left(\left|Y_{k}\right|\,;\,k=1,\dots ,n\right)>\varepsilon \right)\leq {\frac {np(1-p)}{\varepsilon ^{2}}}}.

Caractérisations
- En 1964, un cas particulier d'un théorème de Patil et Seshadri énonce[32] : si la loi conditionnelle de X + Y sachant X est une loi hypergéométrique de paramètres m et n, alors X et Y suivent des lois binomiales de paramètres respectifs {\displaystyle (m,\theta )} et {\displaystyle (n,\theta )} où {\displaystyle \theta } est arbitraire.
- En 1973, Kagan, Linnik et Rao donnent plusieurs caractérisations en considérant des marches aléatoires à pas binomiaux sur un réseau avec des temps d'arrêt markoviens[32].
- En 1991, Ahmed démontre qu'une variable aléatoire X suit une loi binomiale variable aléatoire b(n, p) si et seulement si[32] {\displaystyle \mathbb {E} (X|X>k)=np+qkh_{k}} où {\displaystyle h_{k}=\mathbb {P} (X=k)/\sum _{i=k}^{n}p_{i}}.

### Fonction de répartition

Graphique de 3 fonctions de répartition de lois binomiales avec paramètres : n = 20 et p = 0,1 (en bleu), p = 0,5 (en vert) et p = 0,8 (en rouge).

La fonction de répartition d'une variable aléatoire X suivant la loi binomiale b(n, p) est donnée par :
{\displaystyle F(x)=\mathbb {P} (X\leq x)={\begin{cases}1&{\textrm {si}}\;x\geq n\\[4pt]\displaystyle \sum _{k=0}^{\lfloor x\rfloor }{n \choose k}p^{k}(1-p)^{n-k}&{\textrm {si}}\;0\leq x<n\\[4pt]0&{\textrm {si}}\;x<0\end{cases}}}
où {\displaystyle \lfloor x\rfloor } est la partie entière de x.
Même s'il existe une expression de la fonction de répartition, son calcul n'est pas facile à cause des coefficients binomiaux {\displaystyle {n \choose k}}, notamment lorsque n est grand. Il existe alors des tables de valeurs (voir ci-dessous). Des théorèmes d'approximation ont été développés pour approcher de manière théorique et calculatoire cette fonction de répartition (voir ci-dessous). L'expression suivante provient du lien entre la loi binomiale et la loi bêta (voir ci-dessous) : pour {\displaystyle 0\leq x<n}
{\displaystyle F(x)={\frac {1}{\mathrm {B} \left(\lfloor x\rfloor +1,n-\lfloor x\rfloor \right)}}\int _{p}^{1}t^{\lfloor x\rfloor }(1-t)^{n-\lfloor x\rfloor -1}{\rm {d}}t}
où B est la fonction bêta.
il est alors possible d'écrire la fonction de répartition grâce à la fonction bêta incomplète : 
{\displaystyle F(x)=I_{1-p}(n-\lfloor x\rfloor ,1+\lfloor x\rfloor )}.

### Fonctions caractéristique et génératrice
La fonction caractéristique d'une variable aléatoire X suivant la loi binomiale b(n, p) est donnée par :
{\displaystyle \phi (t)=\mathbb {E} \left(\mathrm {e} ^{\mathrm {i} tX}\right)=\left(q+p\mathrm {e} ^{\mathrm {i} t}\right)^{n}\;,\;\forall t\in \mathbb {R} }.
La fonction génératrice des moments d'une variable aléatoire X suivant la loi binomiale b(n, p) est donnée par :
{\displaystyle M(t)=\mathbb {E} \left(\mathrm {e} ^{tX}\right)=\left(q+p\mathrm {e} ^{t}\right)^{n}\;,\;\forall t\in \mathbb {R} }.
On déduit directement la fonction génératrice des cumulants :
{\displaystyle \ln(M(t))=n\ln \left(q+p\mathrm {e} ^{t}\right)\;,\;\forall t\in \mathbb {R} },
et la fonction génératrice des cumulants factoriels :
{\displaystyle \ln \left(\mathbb {E} \left[(1+t)^{X}\right]\right)=n\ln \left(1+pt\right)\;,\;\forall t\in \mathbb {R} _{+}}.

## Lien avec d'autres lois

### Loi de Bernoulli
Rappelons que la loi binomiale de paramètres {\displaystyle n\in \mathbb {N} ^{*}} et {\displaystyle p\in [0,1]} est la loi de la somme de n variables aléatoires indépendantes de loi de Bernoulli de même paramètre p.
Ainsi, la loi binomiale b(1, p) est une loi de Bernoulli de paramètre p.
C'est par cette représentation du nombre de succès et d'échecs dans une suite d'épreuves que la loi binomiale est source de nombreuses applications.

### Lois réciproques
Les lois suivantes ont un lien avec la loi binomiale grâce à leur fonction de répartition. Lorsque le nombre de succès k est fixé, elles donnent la loi du nombre d'épreuves nécessaires (loi binomiale négative) ou la loi du paramètre p (lois bêta ou de Fisher). En ce sens, elles peuvent servir de lois réciproques.
- La loi binomiale b(n, p) donne le nombre de succès dans une succession de n épreuves indépendantes. La loi binomiale négative, ou loi de Pascal, {\displaystyle Pa(k,p)} est le nombre d'épreuves nécessaires pour obtenir k succès[36]. le terme négatif provient de l'écriture de la fonction de masse qui contient un coefficient binomial avec un terme négatif[a 7].
De plus, si X suit une loi {\displaystyle Pa(k,p)} et si Y suit une loi b(n + k, p) alors[37],[38], pour k entre 0 et n :
{\displaystyle \mathbb {P} (Y\leq k)=1-I_{p}(k,n+1)=\mathbb {P} (X\geq n)}, où {\displaystyle I_{p}} est la fonction bêta incomplète. Autrement dit : la probabilité qu'il faille au moins n épreuves pour avoir k succès est égale à la probabilité qu'il y ait au plus k succès en n + k épreuves.
- Grâce au calcul de la fonction de répartition de la loi bêta donnée par la fonction bêta incomplète {\displaystyle I_{p}}, on obtient[a 7],[28], pour k entre 0 et n :

{\displaystyle \mathbb {P} (Y\leq k)=1-I_{p}(k+1,n-k)=\mathbb {P} (X\geq p)} où X suit une loi bêta de paramètres k + 1 , n – k et Y suit une loi binomiale b(n, p).
- La loi binomiale est liée à la loi de Fisher par la propriété suivante[a 7],[39] : si Y suit une loi binomiale b(n, p) alors, pour k entre 0 et n :

{\displaystyle \mathbb {P} (Y\leq k)=\mathbb {P} (F>{\frac {\nu _{2}}{\nu _{1}}}\cdot {\frac {p}{1-p}})} où F suit une loi de Fischer de paramètres {\displaystyle \nu _{1}=2(k+1)\,,\,\nu _{2}=2(n-k)}.
La relation précédente permet de trouver les quantiles de la loi binomiale.

### Autres lois
- La loi binomiale (doublement) tronquée de paramètres {\displaystyle n,p,r_{1}} et {\displaystyle r_{2}} est la loi binomiale b(n, p) avec {\displaystyle r_{1}<n-r_{2}} telle que les valeurs dans {\displaystyle [0,r_{1}[} et dans {\displaystyle ]n-r_{2},n]} sont enlevées[40]. La fonction de masse de cette loi est donnée par l'expression : pour {\displaystyle k=r_{1},\dots ,n-r_{2}}

{\displaystyle \mathbb {P} (X=k)={n \choose k}p^{k}q^{n-k}/\sum _{i=r_{1}}^{n-r_{2}}{n \choose i}p^{i}q^{n-i}.}
De la même manière, il est possible de définir la loi binomiale (simplement) tronquée en omettant uniquement les valeurs entre 0 et {\displaystyle r_{1}} ou entre {\displaystyle n-r_{2}} et {\displaystyle n}.
- La loi binomiale positive ou loi binomiale tronquée en 0 est la loi binomiale b(n, p) dont on retire la valeur 0. Sa fonction de masse est : {\displaystyle \mathbb {P} (X=k)={n \choose k}{\frac {p^{k}q^{n-k}}{1-q^{n}}}}. De la même manière il est possible de définir la loi binomiale négative.
- La loi multinomiale est la généralisation multi-dimensionnelle de la loi binomiale[23] dans le sens où la loi multinomiale modélise une succession d'épreuves dont chacune possède plusieurs issues, pas uniquement succès ou échec. Cette loi multidimensionnelle donne les probabilités du nombre d'apparition des différentes issues dans une succession d'épreuves indépendantes[a 7].
- La loi bêta-binomiale est construite grâce à un mélange de loi[41] : une variable aléatoire qui suit une loi binomiale {\displaystyle b(n,\pi )} dont le paramètre {\displaystyle \pi } est une variable aléatoire qui suit une loi bêta {\displaystyle B(\alpha ,\beta )}, est de loi bêta-binomiale de paramètres {\displaystyle n,\alpha ,\beta }. Cette loi binomiale est similaire à la loi hypergéométrique négative (en), il suffit de changer les paramètres[42].
- La fonction de masse d'une variable Y de loi hypergéométrique de paramètres {\displaystyle A,p=1-q,n} est donnée par : {\displaystyle \mathbb {P} (Y=k)={\frac {{k \choose pA}{n-A \choose qA}}{n \choose A}}}. Elle correspond au nombre tirages gagnants dans une expérience de n tirages simultanés dans une urne contenant A boules et une proportion de p boules gagnantes.

Si le nombre de boules augmente, c'est-à-dire A tend vers l'infini, et si p/A tend vers une valeur {\displaystyle p'\in [0,1]}, alors la loi hypergéométrique converge vers une loi binomiale b(n, p').
Autrement dit, si la taille de la population (A) est grande par rapport à la taille de l'échantillon (n), alors les tirages peuvent être convenablement représentés par une loi binomiale de paramètre p' égal au pourcentage (p) d'éléments ayant le caractère étudié.
De plus, si {\displaystyle X_{1}} et {\displaystyle X_{2}} sont deux variables aléatoires indépendantes de loi binomiale respectives {\displaystyle b(n_{1},p)} et {\displaystyle b(n_{2},p)}, alors la loi de {\displaystyle X_{1}} sachant que {\displaystyle X_{1}+X_{2}=k} est la loi hypergéométrique de paramètres : {\displaystyle k,{\frac {n_{1}}{n_{1}+n_{2}}}} et {\displaystyle n_{1}+n_{2}}.

## Convergences et approximations
Pour de grandes valeurs de n, le calcul des fonctions de masse et de répartition deviennent vite fastidieux. Une méthode est d'approcher ces valeurs grâce aux théorèmes limites. La loi (faible ou forte) des grands nombres permet d'approcher la moyenne de la loi binomiale. Pour obtenir des valeurs approchées de la fonction de répartition, il est possible d'utiliser l'approximation normale ou l'approximation par la loi de Poisson. L'approximation normale est plus performante lorsque le paramètre p n'est pas trop proche de 0 ou de 1, sinon l'approximation par la loi de Poisson donne de meilleurs résultats.

### Loi des grands nombres
La loi faible des grands nombres, appliquée à un processus de Bernoulli de paramètre p, garantit que pour toute suite (Xn) de variables aléatoires, définies sur un même espace probabilisé, et de lois respectives b(n, p) (cf. définition 2 ci-dessus), on a, pour tout {\displaystyle \varepsilon >0} :
{\displaystyle \lim _{n\to +\infty }\mathbb {P} \left(\left|{\frac {X_{n}}{n}}-p\right|<\varepsilon \right)=1.}
Plus précisément, puisque l'espérance et la variance de Xn sont respectivement égales à np et np(1 – p), l'inégalité de Bienaymé-Tchebychev montre que :
{\displaystyle \mathbb {P} \left(\left|{\frac {X_{n}}{n}}-p\right|>\varepsilon \right)<{\frac {p(1-p)}{n\,\varepsilon ^{2}}}.}
Cela peut s'interpréter grossièrement de la manière suivante. Si l'on sait que lors d'une expérience aléatoire (tirage d'un individu dans une population de grande taille, lancer d'une pièce…) la probabilité d'apparition de la propriété A est p(A), alors la fréquence d'apparition de la propriété A au cours de n expériences de ce type (tirages de n individus dans une population de taille très supérieure à n, n lancers de pièce…) est souvent voisine de p(A), avec une probabilité d'autant meilleure que n est grand et que p(A) est proche de 0 ou 1.
Il existe de meilleures majorations de cette probabilité, l'inégalité de Hoeffding donne :
{\displaystyle \mathbb {P} \left({\frac {X_{n}}{n}}-p>\varepsilon \right)<\mathrm {e} ^{-2n\varepsilon ^{2}}.}

### Convergence vers la loi de Poisson
Convergence
Considérons une loi binomiale b(n, p) telle que les paramètres n et p sont liés par la formule : {\displaystyle np=\lambda >0} où {\displaystyle \lambda } est fixé. Lorsque n tend vers l'infini, et donc p tend vers 0, alors : {\displaystyle \lim _{n\rightarrow +\infty }{n \choose k}p^{k}q^{n-k}=\mathrm {e} ^{-\lambda }{\frac {\lambda ^{k}}{k!}}}. Autrement dit, la probabilité qu'une variable de loi binomiale prenne la valeur k converge (lorsque n devient grand) vers la probabilité qu'une variable de loi de Poisson prenne la valeur k. Le paramètre p converge alors vers 0, il correspond donc à un évènement de probabilité très faible, la loi de Poisson est alors appelée loi des évènements rares. Par sommation, on obtient alors le résultat :
{\displaystyle \lim _{n\rightarrow +\infty }\mathbb {P} (X\leq x)=\lim _{n\rightarrow +\infty }\sum _{k=0}^{\lfloor x\rfloor }{n \choose k}p^{k}q^{n-k}=\mathrm {e} ^{-\lambda }\sum _{k=0}^{\lfloor x\rfloor }{\frac {\lambda ^{k}}{k!}}=\mathbb {P} (Y\leq x)}
où {\displaystyle \lfloor \cdot \rfloor } est la partie entière, X est une variable de loi binomiale et Y de loi de Poisson {\displaystyle {\mathcal {P}}(\lambda )}. Cette limite montre la convergence en loi de la loi binomiale (avec les conditions précédentes) vers la loi de Poisson. Une expression plus détaillée de la convergence peut être donnée par la formule, : {\displaystyle \mathbb {P} (X\leq x)=\mathrm {e} ^{-\lambda }\sum _{k=0}^{\lfloor x\rfloor }{\frac {\lambda ^{k}}{k!}}+{\mathcal {O}}\left({\frac {1}{n^{2}}}\right)} avec {\displaystyle \lambda ={\frac {(2n-\lfloor x\rfloor )p}{2-p}}} lorsque n tend vers l'infini et {\displaystyle {\mathcal {O}}(\cdot )} est le comparateur asymptotique.

Fonctions de masse d'une loi binomiale (en violet), (en rouge) et d'une loi de poisson (en bleu).

En 1953, Iouri Prokhorov donne une majoration de l'erreur totale d'approximation entre la fonction de répartition d'une loi binomiale b(n, p) et une loi de Poisson {\displaystyle {\mathcal {P}}(np)} : {\displaystyle \sum _{k=0}^{+\infty }\left|{n \choose k}p^{k}q^{n-k}-{\frac {\mathrm {e} ^{-np}(np)^{k}}{k!}}\right|\leq \min(2np^{2},3p)}. Il est également possible de borner le ratio entre les deux fonctions de répartition : {\displaystyle \mathrm {e} ^{np}\left(1-{\frac {k}{n}}\right)^{k}q^{n}\leq {\frac {{n \choose k}p^{k}q^{n-k}}{\mathrm {e} ^{-np}(np)^{k}/k!}}\leq \mathrm {e} ^{np}q^{n-k}.}
Approximation
Grâce à la convergence ci-dessus, il est possible d'approcher les probabilités de la loi binomiale par la loi de Poisson. En pratique, le cas s'applique lorsque n est grand et donc p petit. Différentes valeurs sont proposées,,, :
- {\displaystyle p<0{,}4}, lorsque {\displaystyle n=3} (ce qui fait {\displaystyle np<1{,}2}) ;
- {\displaystyle p<0{,}3}, lorsque {\displaystyle n=30} (ce qui fait {\displaystyle np<9}) ;
- {\displaystyle p<0{,}2}, lorsque {\displaystyle n=300} (ce qui fait {\displaystyle np<60}) ;
- {\displaystyle 0<np<10} ;
- {\displaystyle p<0{,}1}, lorsque {\displaystyle n\geq 30} ;
- {\displaystyle np\leq 10} et {\displaystyle n\geq 1\,500\,p}.

L'idée commune de toutes ces propositions est d'avoir la valeur np stable lorsque n est grand et p petit.

### Convergence vers la loi normale
Convergence

Illustration de la convergence de la fonction de masse de la loi binomiale vers la loi normale lorsque n grandit.

Le théorème de Moivre-Laplace, énoncé en 1733, montre qu'une variable aléatoire de loi binomiale, convenablement renormalisée, converge en loi vers une variable aléatoire de loi normale. Ce résultat peut s'énoncer grâce aux fonctions de répartition des deux lois. Considérons une variable aléatoire X de loi binomiale b(n, p), la variable aléatoire X renormalisée est la variable aléatoire centrée et réduite, c'est-à-dire : {\displaystyle {\frac {X-\mathbb {E} (X)}{\sigma _{X}}}={\frac {X-np}{\sqrt {npq}}}}.
Si l'on note {\displaystyle \Phi } la fonction de répartition de la loi normale, alors :
Théorème de Moivre-Laplace : pour tout {\displaystyle x\in \mathbb {R} } , {\displaystyle \lim _{n\to +\infty }\mathbb {P} \left({\frac {X-np}{\sqrt {npq}}}\leq x\right)={\frac {1}{\sqrt {2\pi }}}\int _{-\infty }^{x}\mathrm {e} ^{-{\frac {t^{2}}{2}}}{\rm {d}}t=\Phi (x).}
Bien qu'Abraham de Moivre n'ait énoncé ce résultat que dans le cas d'une loi binomiale, cette convergence est généralisée dans le cas d'autres lois, c'est le théorème central limite. Ce théorème permet d'approcher une loi discrète par une loi continue, il est alors utile d'ajouter un coefficient, dit correction de continuité, afin d'améliorer les approximations futures (voir ci-dessous). La convergence précédente peut alors s'écrire sous forme d'équivalence lorsque n tend vers l'infini : pour tout {\displaystyle a,b\in \mathbb {R} }
{\displaystyle \mathbb {P} \left(a\leq X\leq b\right)\approx \mathbb {P} \left({\frac {a-{\frac {1}{2}}-np}{\sqrt {npq}}}\leq {\frac {X-np}{\sqrt {npq}}}\leq {\frac {b+{\frac {1}{2}}-np}{\sqrt {npq}}}\right)\operatorname {\sim } _{n\rightarrow +\infty }\Phi \left({\frac {b+{\frac {1}{2}}-np}{\sqrt {npq}}}\right)-\Phi \left({\frac {a-{\frac {1}{2}}-np}{\sqrt {npq}}}\right).}
L'erreur commise par l'approximation est estimée par l'inégalité de Berry-Esseen dont la constante est régulièrement améliorée, elle fournit une borne de la différence entre les deux fonctions de répartition lorsque n est grand,, pour X une variable aléatoire de loi binomiale b(n, p) et Y de loi normale {\displaystyle {\mathcal {N}}(0,1)} de fonction de répartition notée {\displaystyle \Phi } : {\displaystyle \sup _{x\in \mathbb {R} }\left|\mathbb {P} \left({\frac {X-np}{\sqrt {npq}}}\leq x\right)-\Phi (x)\right|\leq {\frac {0,4748}{\sqrt {npq}}}}. Une expression plus détaillée de la convergence peut être donnée par la formule avec correction de continuité : {\displaystyle \mathbb {P} (X\leq x)=\Phi \left({\frac {x-np+1/2}{\sqrt {npq}}}\right)+{\mathcal {O}}({\frac {1}{\sqrt {n}}})} uniformément pour toute variable x, lorsque n tend vers l'infini et où {\displaystyle {\mathcal {O}}(\cdot )} est le comparateur asymptotique. D'autres approximations plus fines ont été étudiées, par exemple par Laplace (1820), Prokhorov (1953) ou Peizer et Pratt (en) (1968).
Approximation
Grâce aux théorèmes de convergence ci-dessus, lorsque n est grand, les probabilités de la binomiale renormalisée peuvent être approchées par les valeurs des probabilités de la loi normale. Il existe plusieurs règles sur les paramètres n et p pour que l'approximation soit valable,,, :
- {\displaystyle n>30}, {\displaystyle np>5} et {\displaystyle nq>5} ;
- {\displaystyle npq>9} ou {\displaystyle npq>18} ;
- {\displaystyle np>9} et {\displaystyle p<1/2}.

L'influence de ces paramètres sur l'approximation a été finement étudiée dans les années 1990, par exemple : pour n fixé, l'erreur absolue minimale est atteinte pour p = 1/2 ; l'erreur absolue est inférieure à {\displaystyle 0,0212/{\sqrt {npq}}}.

## Tables de la loi binomiale
Des tables de la fonction de masse et de la fonction de répartition de la loi binomiale ont été publiées en 1950 par le National Bureau of Standards puis en 1955 dans National of the Computation Laboratory et par Rao et al. en 1985.
Grâce aux relations de symétrie (voir ci-dessus), il suffit, de donner des tables de valeurs pour {\displaystyle p\leq 0{,}5}.

### Valeurs de la fonction de masse
Les tables de valeurs suivantes donnent les valeurs de la fonction de masse de la loi binomiale b(n, p) pour différentes valeurs de n.
Exemples : Si X suit une loi {\displaystyle b(10\,;\,0,15)}, alors {\displaystyle \mathbb {P} (X=4)\simeq 0,0401}. Si Y suit une loi {\displaystyle b(10\,;\,0,85)}, alors {\displaystyle \mathbb {P} (Y=4)=\mathbb {P} (X=6)\simeq 0,0012}.

### Valeurs de la fonction de répartition
Les tables de valeurs suivantes donnent les valeurs de la fonction de répartition de la loi binomiale b(n, p) pour différentes valeurs de n.
Exemples : Si X suit une loi {\displaystyle b(10\,;\,0,15)}, alors {\displaystyle \mathbb {P} (X\leq 4)\simeq 0,9901}. Si Y suit une loi {\displaystyle b(10\,;\,0,85)}, alors {\displaystyle \mathbb {P} (Y\leq 4)=\mathbb {P} (X\geq 6)=1-\mathbb {P} (X\leq 5)\simeq 1-0,9986=0,0014}.

## Tests et applications

### Tests
D'une manière générale, un test statistique permet de rejeter, ou non, une hypothèse dite hypothèse nulle. L'idée principale est de prendre un échantillon et de vérifier si l'hypothèse est vraie pour chaque élément de l'échantillon. Si on considère que les éléments sont indépendants, on compte donc le nombre d'éléments vérifiant une propriété, il y a donc présence de la loi binomiale. On compare si la proportion observée est significativement éloignée de la probabilité théorique de la loi binomiale. Ce test est appelé un test binomial. On peut utiliser aussi la loi normale lorsque la taille de l'échantillon est grand.
Il est possible d'effectuer un test statistique sur la conformité des valeurs des paramètres d'une loi de probabilité, notamment d'une loi binomiale, par rapport aux paramètres théoriques attendus pour la population étudiée. Le test de conformité de l'indice de dispersion s'applique dans ce cas. Cet indice de dispersion est le quotient de la somme des carrés des écarts et de la moyenne. Si {\displaystyle x_{k},\,k=1\dots n} sont les valeurs étudiées de moyenne notée {\displaystyle {\bar {x}}} alors l'indice est : {\displaystyle {\frac {1}{\bar {x}}}\sum _{k=1}^{n}(x_{k}-{\bar {x}})^{2}}. Grâce à une Loi du χ² ou une loi normale, le test rejette l'hypothèse de la valeur que prend le paramètre p de la loi binomiale.
Il est également possible de tester l'égalité de deux variables aléatoires de lois binomiales. Soient {\displaystyle X_{1}} et {\displaystyle X_{2}} deux variables aléatoires de lois respectives {\displaystyle b(n_{1},p_{1})} et {\displaystyle b(n_{2},p_{2})}. On souhaite tester si {\displaystyle p_{1}=p_{2}=p}, c'est l'hypothèse {\displaystyle H_{0}} du test. Par le théorème central limite, l'estimateur {\displaystyle {\hat {p}}_{1}=X_{1}/n_{1}} suit une loi normale {\displaystyle {\mathcal {N}}(p_{1},p_{1}(1-p_{1})/n_{1})} lorsque {\displaystyle n_{1}} est grand. Il en est de même avec {\displaystyle {\hat {p}}_{2}}. En considérant l'hypothèse {\displaystyle H_{0}} vraie, on peut montrer que {\displaystyle Z={\frac {{\hat {p}}_{1}-{\hat {p}}_{2}}{\sqrt {p(1-p)(1/n_{1}+1/n_{2})}}}} suit une loi normale centrée réduite. On rejette alors l'hypothèse {\displaystyle H_{0}} au niveau de confiance 0,95 si {\displaystyle |Z|>1,96}.

### Autres applications
Par définition la somme de variables aléatoires indépendantes de loi de Bernoulli suit une loi binomiale. Un exemple typique de phénomène suivant une loi de Bernoulli est le lancer d'une pièce pour un pile ou face. Le nombre de succès, par exemple le nombre de fois où l'on obtient pile, suit donc une loi binomiale. De nombreuses situations peuvent être modélisées par cet exemple ce qui donne son importance à la loi.
En génétique, lors de la reproduction, chaque gène est composée de deux allèles qui sont issus des deux parents. Soit les deux allèles proviennent du même parent, soit chaque parent transmet un allèle. Il est alors possible de faire une liste de différents allèles et de noter ces deux cas. Le nombre d'allèles issus du même parent peut être modélisé par une variable aléatoire de loi binomiale. Pour savoir s'il y a égale probabilité d'allèle de même provenance ou de provenance différente, on peut étudier un test statistique. Inversement, pour simuler les allèles d'un individu, il est possible de simuler les fréquences des allèles par des variables aléatoires binomiales.

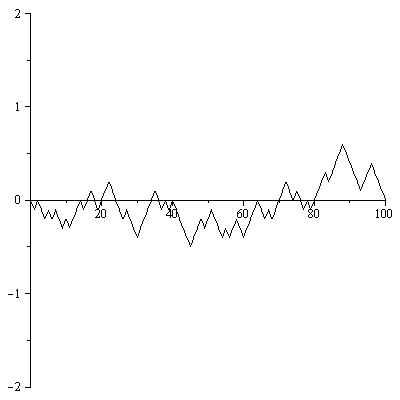
Exemple de marche aléatoire (renormalisée). La position de la marche suit une loi binomiale.

En linguistique, la loi binomiale est utilisée pour étudier la richesse du vocabulaire d'un texte. C'est un outil quantitatif qui permet de mesurer la fréquence d'un mot dans un texte indépendamment de la longueur du texte. Plus précisément la méthode de Müller permet d'évaluer la richesse théorique du vocabulaire d'un texte grâce au vocabulaire d'un texte plus long, et ainsi comparer avec la richesse du vocabulaire du texte court en question. Techniquement, si {\displaystyle N_{a}} est le nombre de mots d'un texte et {\displaystyle N_{b}} celui d'un autre texte. Alors {\displaystyle p={\frac {N_{a}}{N_{a}+N_{b}}}} est la probabilité d'apparition d'un mot tiré au hasard dans le premier texte ; de même pour {\displaystyle q={\frac {N_{b}}{N_{a}+N_{b}}}} dans le deuxième texte. Le nombre de mots ayant la même fréquence d'apparition dans le premier texte suit alors une loi binomiale de paramètres {\displaystyle n=N_{a}+N_{b}} et p. Il est possible d'effectuer des tests statistiques pour conclure si la richesse du vocabulaire est grande ou non.
En 1908, Émile Borel étudie la fréquence des différents chiffres dans le développement décimal d'un nombre réel. Il considère les 2n premières valeurs de la décomposition décimale et estime la probabilité d'obtention du nombre de fois où apparaît chaque entier dans cette décomposition grâce à l'approximation par la loi normale. Il démontre ainsi le théorème des nombres normaux.
Une marche aléatoire sur {\displaystyle \mathbb {Z} } est un processus stochastique {\displaystyle (S_{n},n\in \mathbb {N} ^{*})} à temps entier. C'est-à-dire que la marche part d'une valeur initiale S0 = 0 par exemple et à chaque unité de temps, le marcheur se déplace (indépendamment du chemin parcouru avant) d'un pas vers le haut avec une probabilité p ou d'un pas vers le bas avec une probabilité 1 – p, ainsi S1 = –1 ou 1. Sn donne la position du marcheur au bout d'un temps n. Si p = 1 – p = 0,5, la marche est dite symétrique et le marcheur a autant de chance d'aller vers le haut que vers le bas. Dans ce cas, au bout du temps n, la variable aléatoire {\displaystyle {\frac {1}{2}}(S_{n}+n)} peut prendre comme valeurs {\displaystyle 0,1\dots n} et elle est de loi binomiale b(n, 0,5). Cette considération ainsi que la convergence vers la loi normale (voir ci-dessus) permet de démontrer qu'une marche aléatoire renormalisée converge vers le mouvement brownien (voir Théorème de Donsker).